# Óblast de Bélgorod
Bélgorod (en ruso: Белгородская область, romanizado: Belgoródskaya óblast) es uno de los cuarenta y siete óblast que, junto con las veintiuna repúblicas, nueve krais, cuatro distritos autónomos y dos ciudades federales, conforman los ochenta y tres sujetos federales de Rusia. Su capital es la homónima Bélgorod. Está ubicado en el distrito Central limitando al norte con Kursk, al este con Vorónezh y al oeste con Ucrania.
Su actual gobernante es Viacheslav Gladkov. Tiene una superficie de 27 134 km² y una población de 1 531 917 habitantes.

## Historia

### Ataque contra el óblast de Bélgorod
El 22 de mayo de 2023, el Cuerpo de Voluntarios Rusos, junto con la autodenominada Legión Libertad de Rusia, una unidad que lucha en las filas de las Fuerzas Armadas de Ucrania, supuestamente compuesta por voluntarios rusos. Anunciaron que «liberaron Kozinka del óblast de Bélgorod» y «destacamentos avanzados entraron en Gráivoron». El gobernador del óblast de Bélgorod, Viacheslav Gladkov, reconoció en un comunicado que «un grupo de sabotaje y reconocimiento de las Fuerzas Armadas de Ucrania entró al territorio del raión de Gráivoron». Varios canales de Telegram han publicado un vídeo que supuestamente muestra la «entrada de tanques ucranianos en la zona del puesto de control de Gráivoron en el óblast de Bélgorod», según diversos medios de comunicación ucranianos los voluntarios rusos proucranianos habrían ocupado el puesto de control fronterizo ruso en Kozinka, al oeste de Bélgorod, donde habrían muerto varios guardias fronterizos rusos.
En julio de 2024 en gobernador del óblast, Viacheslav Gladkov, afirmó que desde que comenzó la invasión rusa de Ucrania en 2023, habían muerto más de 200 personas y otras 1000 habían resultado heridas como consecuencia de los ataques de las fuerzas ucranianas sobre esta región fronteriza.

## Subdivisiones
Desde el punto de vista administrativo (desconcentración administrativa), se divide en seis ciudades subordinadas directamente a la óblast (Bélgorod, Alekséyevka, Valuiki, Gubkin, Stari Oskol y Shebékino) y 21 raiones:
- Raión de Alekséyevka (sede administrativa: Alekséyevka)
- Raión de Bélgorod (capital: Maiski)
- Raión de Borísovka (capital: Borísovka)
- Raión de Valuiki (sede administrativa: Valuiki)
- Raión de Véidelevka (capital: Véidelevka)
- Raión de Volokónovka (capital: Volokónovka)
- Raión de Gráivoron (capital: Gráivoron)
- Raión de Gubkin (sede administrativa: Gubkin)
- Raión de Ivnia (capital: Ivnia)
- Raión de Korocha (capital: Korocha)
- Raión de Krásnoye (capital: Krásnoye)
- Raión de Krasnogvardéiskoye (capital: Biriuch)
- Raión de Krásnaya Yaruga (capital: Krásnaya Yaruga)
- Raión de Novi Oskol (capital: Novi Oskol)
- Raión de Prójorovka (capital: Prójorovka)
- Raión de Rakítnoye (capital: Rakítnoye)
- Raión de Rovenkí (capital: Rovenkí)
- Raión de Stari Oskol (sede administrativa: Stari Oskol)
- Raión de Chernianka (capital: Chernianka)
- Raión de Shebékino (sede administrativa: Shebékino)
- Raión de Yákovlevo (capital: Stroítel)

Desde el punto de vista del autogobierno local (descentralización), se organizan como ókrug urbano las seis ciudades subordinadas directamente a la óblast y además las de Gráivoron, Novi Oskol y Stroítel (Yákovlevo). Cada ókrug urbano abarca tanto la ciudad como el territorio de su raión administrativo, excepto en el raión de Bélgorod, que forma un raión municipal aparte. En el resto de la óblast, el mapa municipal de raiones coincide con el administrativo.

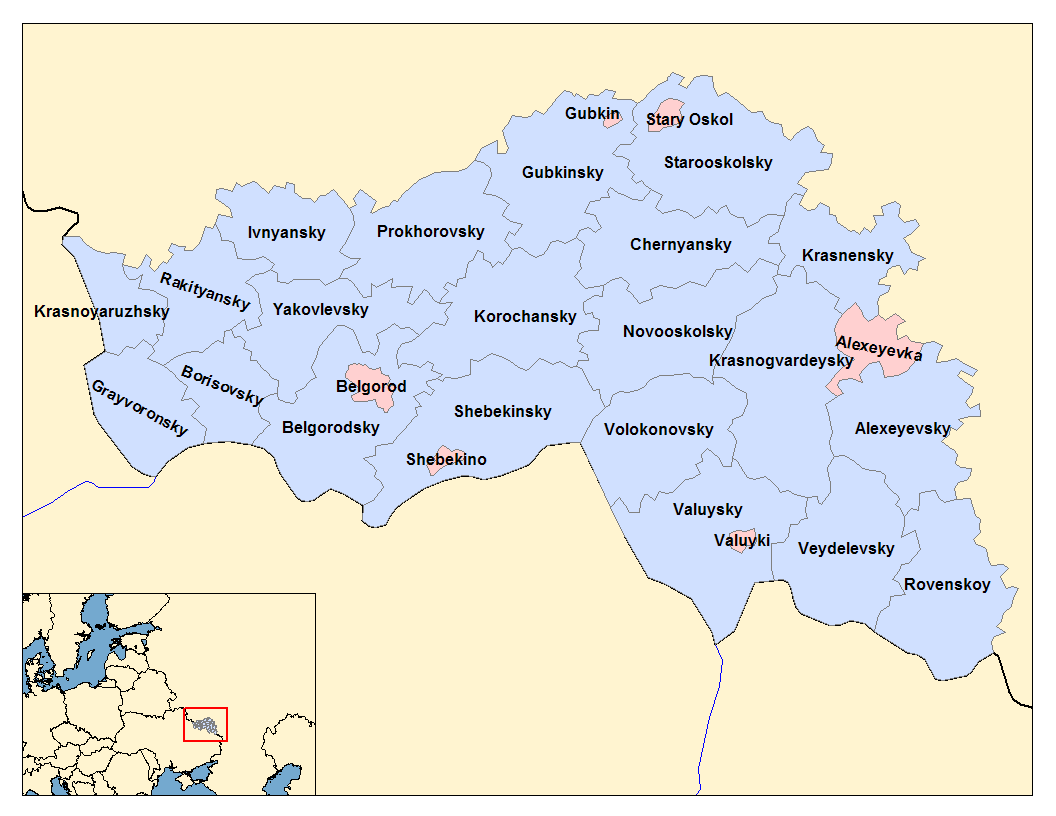
Mapa de raiones de la óblast

## Zona horaria

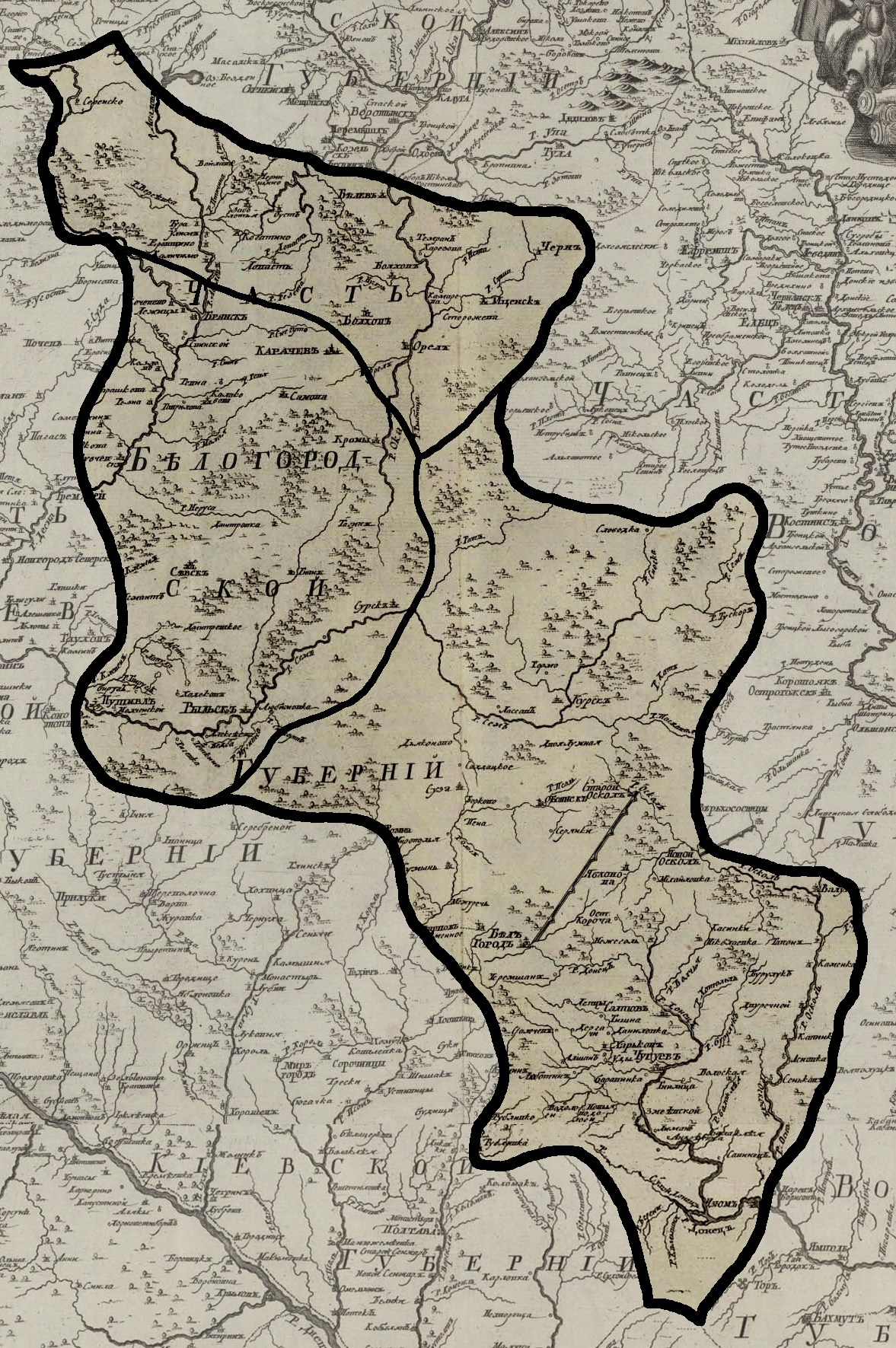
Mapa de Bélgorod, 1745

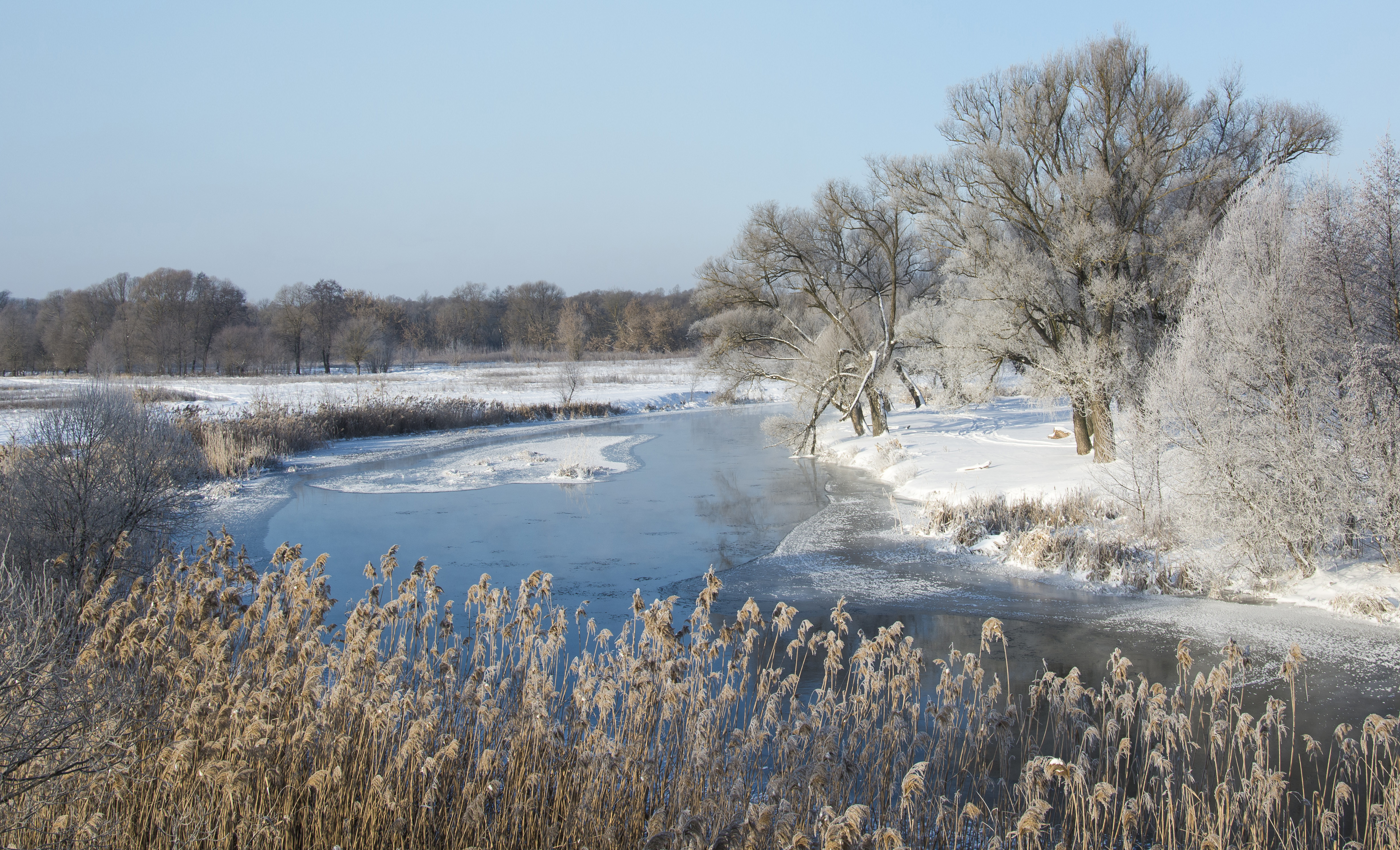
Paisaje del óblast

El óblast de Biélgorod se encuentra en la Zona horaria de Moscú (MSK/MSD). Su posición según el UTC es +0300 (MSK)/+0400 (MSD).